# Vuelta a Guatemala 2017
La 57.ª edición de la Vuelta a Guatemala se disputó entre el 23 de octubre y el 1 de noviembre de 2017. La carrera fue organizada por la Federación Guatemalteca de Ciclismo y fue la primera carrera de la temporada UCI America Tour 2018 dentro de la categoría 2.2.
La carrera consistió de un total de diez etapas de las cuales la tercera se dividió en dos subetapas. La clasificación general fue ganada por el ciclista guatemalteco Manuel Rodas del equipo Decorabaños, con lo cual los ciclistas locales se hacen con la victoria en la principal carrera de casa luego de 17 años de espera desde el triunfo que consiguiera en el año 2000 el ciclista Fermín Méndez.

## Equipos participantes
Tomaron parte en la carrera 17 equipos, de los cuales 11 son nacionales y 6 extranjeros, conformando un pelotón de 102 ciclistas de los cuales terminaron 69:
| Equipo                                      | Cód. UCI | Categoría   |
| ------------------------------------------- | -------- | ----------- |
| Add Chimaltenango-Comayma-Linaflor          |          | Aficionado  |
| Celco Llantera Alvarado                     |          | Aficionado  |
| Cuajo Luna                                  |          | Aficionado  |
| Docorabaños                                 |          | Aficionado  |
| DYM Tlaxcala México                         |          | Aficionado  |
| Esparza Training-Speed Bikes                |          | Aficionado  |
| Eurobikes Hino                              |          | Aficionado  |
| Global Cycling Holanda                      |          | Aficionado  |
| Hino-One-La Red                             |          | Aficionado  |
| Intercop RL-RCN-Municipalidad de Sololá-FNC |          | Aficionado  |
| Liderbike-Marcesa-Xela                      |          | Aficionado  |
| Movistar Team Ecuador                       | ECU      | Continental |
| Ópticas Deluxe-Ninossport                   |          | Aficionado  |
| Primero Villa de Leyva                      |          | Aficionado  |
| Scott TeleUno Costa Rica                    |          | Aficionado  |
| Taller y Distribuidora Hermanos Soto-Salamá |          | Aficionado  |
| Team Australian Sacatepéquez                |          | Aficionado  |

## Etapas
| Etapa       | Fecha     | Recorrido                           | type                     | Distancia (km) | Ganador            | Líder              |
| ----------- | --------- | ----------------------------------- | ------------------------ | -------------- | ------------------ | ------------------ |
| 1.ª etapa   | 23 de oct | Ciudad de Guatemala – Zacapa        | etapa escarpada          | 140            | Niels van der Pijl | Niels van der Pijl |
| 2.ª etapa   | 24 de oct | Teculután – Guastatoya              | etapa de media montaña   | 115            | Sebastián Rodas    | Niels van der Pijl |
| 3.ª etapa A | 25 de oct | Asunción Mita – El Progreso         | etapa escarpada          | 83,2           | Alfredo Ajpacajá   | Celso Ajpacajá     |
| 3.ª etapa B | 25 de oct | Quesada – El Progreso               | contrarreloj por equipos | 27,5           | Decorabaños        | Alfredo Ajpacajá   |
| 4.ª etapa   | 26 de oct | El Progreso – San José Pinula       | etapa de media montaña   | 118,3          | Álder Torres       | Alfredo Ajpacajá   |
| 5.ª etapa   | 27 de oct | Villa Nueva – San José El Ídolo     | etapa escarpada          | 132            | Jefferson Cepeda   | Alfredo Ajpacajá   |
| 6.ª etapa   | 28 de oct | San Sebastián – Champerico          | contrarreloj individual  | 43,6           | Manuel Rodas       | Manuel Rodas       |
| 7.ª etapa   | 29 de oct | San Pedro Sacatepéquez – San Marcos | etapa llana              | 113            | Byron Guamá        | Manuel Rodas       |
| 8.ª etapa   | 30 de oct | Quetzaltenango – Quetzaltenango     | etapa llana              | 121            | Byron Guamá        | Manuel Rodas       |
| 9.ª etapa   | 31 de oct | Tecpán Guatemala – Tecpán Guatemala | etapa escarpada          | 112            | Alfredo Ajpacajá   | Manuel Rodas       |
| 10.ª etapa  | 1 de nov  | Mixco – Ciudad de Guatemala         | etapa llana              | 105            | Dorian Monterroso  | Manuel Rodas       |

Nota: En la etapa 4, los jueces determinaron inicialmente empate técnico entre Alder Torres y Byron Guamá, pero posteriormente se declaró a Alder Torres como ganador de la etapa.

## Clasificaciones
Las clasificaciones finalizaron de la siguiente forma:

### Clasificación general
| \| Clasificación general \| Clasificación general \| Clasificación general \| Clasificación general \| Clasificación general \| \| Ciclista \| Ciclista \| Equipo \| Tiempo \| \| \| --------------------- \| ------------------------- \| ---------------------------- \| --------------------- \| --------------------- \| \| 1.º \| Manuel Rodas \| Decorabaños \| 26 h 29 min 16 s \| \| \| 2.º \| Alfredo Ajpacajá \| Decorabaños \| + 1 min 48 s \| \| \| 3.º \| Álder Torres \| Hino-One-La Red \| + 2 min 18 s \| \| \| 4.º \| Jonathan de León \| Hino-One-La Red \| + 4 min 30 s \| \| \| 5.º \| Luis Alfredo Martínez \| Primero Villa de Leyva \| + 4 min 59 s \| \| \| 6.º \| Edson Calderón \| Movistar Team Ecuador \| + 5 min 19 s \| \| \| 7.º \| Byron Guamá \| Movistar Team Ecuador \| + 6 min 30 s \| \| \| 8.º \| Salvador Moreno Hernández \| Primero Villa de Leyva \| + 6 min 54 s \| \| \| 9.º \| Vladimir Fernández \| Scott TeleUno \| + 7 min 55 s \| \| \| 10.º \| Sebastián Rodas \| Esparza Training-Speed Bikes \| + 10 min 03 s \| \| |                           |                              |                  |
| |                           |                              |                  |
| |                           |                              |                  |
| Clasificación general |                           |                              |                  |
| Ciclista | Ciclista                  | Equipo                       | Tiempo           |
| 1.º | Manuel Rodas              | Decorabaños                  | 26 h 29 min 16 s |
| 2.º | Alfredo Ajpacajá          | Decorabaños                  | + 1 min 48 s     |
| 3.º | Álder Torres              | Hino-One-La Red              | + 2 min 18 s     |
| 4.º | Jonathan de León          | Hino-One-La Red              | + 4 min 30 s     |
| 5.º | Luis Alfredo Martínez     | Primero Villa de Leyva       | + 4 min 59 s     |
| 6.º | Edson Calderón            | Movistar Team Ecuador        | + 5 min 19 s     |
| 7.º | Byron Guamá               | Movistar Team Ecuador        | + 6 min 30 s     |
| 8.º | Salvador Moreno Hernández | Primero Villa de Leyva       | + 6 min 54 s     |
| 9.º | Vladimir Fernández        | Scott TeleUno                | + 7 min 55 s     |
| 10.º | Sebastián Rodas           | Esparza Training-Speed Bikes | + 10 min 03 s    |

### Clasificación de la montaña
| Clasificación de la montaña | Clasificación de la montaña | Clasificación de la montaña | Clasificación de la montaña | Clasificación de la montaña |
| Ciclista                    | Ciclista                    | Equipo                      | Puntos                      |                             |
| --------------------------- | --------------------------- | --------------------------- | --------------------------- | --------------------------- |
| 1.º                         | Jefferson Cepeda            | Movistar Team Ecuador       | 23 pts                      |                             |
| 2.º                         | Alfredo Ajpacajá            | Decorabaños                 | 16 pts                      |                             |
| 3.º                         | Salvador Moreno Hernández   | Primero Villa de Leyva      | 15 pts                      |                             |

### Clasificación de las metas volantes
| Clasificación de las metas volantes | Clasificación de las metas volantes | Clasificación de las metas volantes | Clasificación de las metas volantes | Clasificación de las metas volantes |
| Ciclista                            | Ciclista                            | Equipo                              | Puntos                              |                                     |
| ----------------------------------- | ----------------------------------- | ----------------------------------- | ----------------------------------- | ----------------------------------- |
| 1.º                                 | Byron Guamá                         | Movistar Team Ecuador               | 54 pts                              |                                     |
| 2.º                                 | Dorian Monterroso                   | Decorabaños                         | 18 pts                              |                                     |
| 3.º                                 | Celso Ajpacajá                      | Hino-One-La Red                     | 17 pts                              |                                     |

### Clasificación sub-23
| Clasificación sub-23 | Clasificación sub-23 | Clasificación sub-23       | Clasificación sub-23 | Clasificación sub-23 |
| Ciclista             | Ciclista             | Equipo                     | Tiempo               |                      |
| -------------------- | -------------------- | -------------------------- | -------------------- | -------------------- |
| 1.º                  | Melvin Borón         | Ópticas de Luxe-Ninossport | 26 h 40 min 00 s     |                      |
| 2.º                  | Edgar Torres         | Celco Llantera Alvarado    | + 1 min 15 s         |                      |
| 3.º                  | Juan Vásquez         | Cuajo Luna                 | + 2 min 05 s         |                      |

### Clasificación por equipos
| Clasificación por equipos | Clasificación por equipos | Clasificación por equipos | Clasificación por equipos |
| Equipo                    | Equipo                    | Tiempo                    |                           |
| ------------------------- | ------------------------- | ------------------------- | ------------------------- |
| 1.º                       | Decorabaños               | 78 h 23 min 20 s          |                           |
| 2.º                       | Hino-One-La Red           | + 2 min 48 s              |                           |
| 3.º                       | Movistar Team Ecuador     | + 3 min 07 s              |                           |

## Evolución de las clasificaciones
| Etapa                   | Vencedor                | Clasificación general | Clasificación de la montaña | Clasificación de las metas volantes | Clasificación sub-23 | Clasificación por equipos |
| ----------------------- | ----------------------- | --------------------- | --------------------------- | ----------------------------------- | -------------------- | ------------------------- |
| 1.ª                     | Niels van der Pijl      | Niels van der Pijl    | Jefferson Cepeda            | Nervin Jiatz                        | Jimmy Montenegro     | DYM Tlaxcala México       |
| 2.ª                     | Sebastián Rodas         | Niels van der Pijl    | Sebastián Rodas             | Byron Guamá                         | Melvin Borón         | Decorabaños               |
| 3.ª A                   | Alfredo Ajpacajá        | Celso Ajpacajá        | Alfredo Ajpacajá            | Dorian Monterroso                   | Melvin Borón         | Decorabaños               |
| 3.ª B                   | Decorabaños             | Alfredo Ajpacajá      | Alfredo Ajpacajá            | Dorian Monterroso                   | Melvin Borón         | Decorabaños               |
| 4.ª                     | Alder Torres            | Alfredo Ajpacajá      | Jefferson Cepeda            | Byron Guamá                         | Melvin Borón         | Hino-One-La Red           |
| 5.ª                     | Jefferson Cepeda        | Alfredo Ajpacajá      | Jefferson Cepeda            | Byron Guamá                         | Melvin Borón         | Hino-One-La Red           |
| 6.ª                     | Manuel Rodas            | Manuel Rodas          | Jefferson Cepeda            | Byron Guamá                         | Melvin Borón         | Hino-One-La Red           |
| 7.ª                     | Byron Guamá             | Manuel Rodas          | Jefferson Cepeda            | Byron Guamá                         | Melvin Borón         | Decorabaños               |
| 8.ª                     | Byron Guamá             | Manuel Rodas          | Jefferson Cepeda            | Byron Guamá                         | Melvin Borón         | Decorabaños               |
| 9.ª                     | Alfredo Ajpacajá        | Manuel Rodas          | Jefferson Cepeda            | Byron Guamá                         | Melvin Borón         | Decorabaños               |
| 10.ª                    | Dorian Monterroso       | Manuel Rodas          | Jefferson Cepeda            | Byron Guamá                         | Melvin Borón         | Decorabaños               |
| Clasificaciones finales | Clasificaciones finales | Manuel Rodas          | Jefferson Cepeda            | Byron Guamá                         | Melvin Borón         | Decorabaños               |